# Pika Édition
Pika Édition ist ein französischer Manga-Verlag.
Der Verlag wurde 2000 von Alain Kahn und Pierre Valls gegründet. Im Programm finden sich überwiegend übersetzte Mangas aus Japan sowie wenige Eigenproduktionen. Bisher sind mehr als 2000 Titel erschienen.
Der Verlag wurde 2007 von Hachette Livre gekauft. 2016 wurde das Label Pika Roman für Romane gegründet.

## Reihen (Auswahl)
- 3×3 Augen
- Air Gear
- Attack on Titan
- Billy Bat
- Card Captor Sakura
- Chihayafuru
- Code:Breaker
- Fairy Tail
- Get Backers
- Great Teacher Onizuka
- Kekkaishi
- Love Hina
- Magister Negi Magi
- Manga Love Story
- Oh! My Goddess
- Perfect Girl